# Uładzimir Warasznin
Uładzimir Mikałajewicz Warasznin (biał. Уладзімір Мікалаевіч Варашнін, ros. Владимир Николаевич Ворошнин, Władimir Nikołajewicz Worosznin; ur. 27 kwietnia 1937 w Orle) – radziecki wojskowy służący w Marynarce Wojennej ZSRR i białoruski polityk; deputowany do Rady Najwyższej Republiki Białorusi XIII kadencji, w latach 1996–2004 deputowany do Izby Reprezentantów Republiki Białorusi I i II kadencji.

## Życiorys

### Młodość i służba wojskowa
Urodził się 27 kwietnia 1937 roku w mieście Orzeł, w obwodzie orłowskim Rosyjskiej FSRR, ZSRR. W 1961 roku ukończył Leningradzką Wyższą Szkołę Marynarki Wojennej im. Frunzego, uzyskując wykształcenie oficera-minera-torpedysty okrętu podwodnego. W latach 1980–1982 był słuchaczem Leningradzkiej Akademii Marynarki Wojennej. Służył w Marynarce Wojennej ZSRR. W latach 1961–1966 był dowódcą jednostki bojowej we Flocie Bałtyckiej. W latach 1966–1980 był kolejno: zastępcą, starszym zastępcą i dowódcą atomowego okrętu podwodnego we Flocie Północnej. W latach 1982–1985 pełnił funkcję szefa sztabu zgrupowania atomowych okrętów podwodnych w Murmańsku. Pracował jako starszy wykładowca centrum szkoleniowego Marynarki Wojennej ZSRR, szef Mińskiego Obwodowego Klubu Sportowo-Technicznego DOSAAF. Od 1994 roku był prezesem białoruskiej spółki „Biełnieftiegaz”, a następnie doradcą dyrektora generalnego spółki „Bielintiernieft’”. W 1995 roku pełnił funkcję dyrektora generalnego zamkniętej spółki akcyjnej „Intermarkiet”.

### Działalność parlamentarna
W drugiej turze wyborów parlamentarnych 28 maja 1995 roku został wybrany na deputowanego do Rady Najwyższej Republiki Białorusi XIII kadencji z Wilejskiego Miejskiego Okręgu Wyborczego Nr 185. 9 stycznia 1996 roku został zaprzysiężony na deputowanego. Od 23 stycznia pełnił w Radzie Najwyższej funkcję członka Stałej Komisji ds. Bezpieczeństwa Narodowego, Obrony i Walki z Przestępczością. Był bezpartyjny, należał do popierającej prezydenta Alaksandra Łukaszenkę frakcji „Zgoda”. Od 21 czerwca był członkiem delegacji Rady do Zgromadzenia Parlamentarnego Stowarzyszenia Białorusi i Rosji. Poparł dokonaną przez prezydenta kontrowersyjną i częściowo nieuznaną międzynarodowo zmianę konstytucji. 27 listopada 1996 roku przestał uczestniczyć w pracach Rady Najwyższej i wszedł w skład utworzonej przez prezydenta Izby Reprezentantów Zgromadzenia Narodowego Republiki Białorusi I kadencji. Wchodził w niej w skład Komisji ds. Bezpieczeństwa Narodowego. W 2000 roku został deputowanym do Izby Reprezentantów II kadencji z Buda-Koszelewskiego Okręgu Wyborczego Nr 40. Był w niej członkiem Stałej Komisji Izby Reprezentantów ds. Ochrony Zdrowia, Kultury Fizycznej, Dzieci i Młodzieży. Wchodził w skład grupy deputackiej „Deputowany ludowy”. Zgodnie z Konstytucją Białorusi z 1994 roku jego mandat deputowanego do Rady Najwyższej formalnie zakończył się 9 stycznia 2000 roku; kolejne wybory do tego organu jednak nigdy się nie odbyły. Jego kadencja w Izbie Reprezentantów II kadencji zakończyła się 16 listopada 2004 roku.

## Życie prywatne
Uładzimir Warasznin jest żonaty, ma syna i córkę. W 1995 roku mieszkał w Mińsku.

## Odznaczenia
- Order „Za służbę Ojczyźnie” II klasy;
- Order „Za służbę Ojczyźnie w Siłach Zbrojnych ZSRR” III klasy (ZSRR);
- 12 medali[2].